# Samsung Galaxy S6
De Samsung Galaxy S6 is een Android-smartphone gefabriceerd door Samsung Electronics. Deze telefoon is onthuld op een persconferentie op het Mobile World Congress op 1 maart 2015. Het apparaat is de opvolger van de Galaxy S5, die in 2014 onthuld is. De Galaxy S6 is sinds 10 april 2015 in 20 verschillende landen beschikbaar, waaronder Nederland.
Hoewel het toestel qua design nog overeenkomsten heeft met vorige Galaxy S-toestellen, is er bij de Galaxy S6 voor gekozen om nieuwe eigenschappen mee te geven, zoals een metalen unibody in plaats van plastic, een achterkant gemaakt van glas in plaats van een verwijderbare achterkant. Bij dit toestel is het niet mogelijk de batterij zelf te vervangen of er een micro SD-kaart in te doen. Dit toestel heeft ook een verbeterde camera, het ondersteunt de twee grootste standaarden op het gebied van draadloos opladen en met dit toestel is ook een mobiel betaalsysteem toegevoegd. De S6 heeft ook andere hardwareverbeteringen zoals een Ultra HD-display en een verbeterde vingerafdrukscanner. Deze scanner werkt nu door een vinger op de knop te leggen, in tegenstelling tot de veegbeweging die nodig was bij Galaxy S5. Naast de Galaxy S6 heeft Samsung ook de Galaxy S6 Edge en Galaxy S6 Edge+ aangekondigd, een variant waar de zijkanten van het scherm aan beide kanten gebogen is, in de zijkanten zitten ook speciale functies.

## Ontwikkeling
Geruchten over de opvolger van de Galaxy S5 begonnen rond januari 2015. Er werd gemeld dat Samsung een zelf geproduceerde Exynos-chipset ging gebruiken in plaats van de Qualcomm Snapdragon 810 in de S6 omdat die mogelijk te heet zou worden. Later in die maand meldde Qualcomm dat hun producten niet in een groot consumentenvlaggenschiptoestel zouden komen. Fabrikant LG betwistte die bewering omtrent de 810, hoewel de demotoestellen van de LG G Flex 2, die met de 810 zijn uitgerust, toch last hadden van oververhitting. LG benadrukte dat het testtoestellen waren.
In begin februari 2015 meldde Bloomberg News dat de Galaxy S6 een metalen frame zou krijgen en dat er een normale versie en een versie met een gebogen scherm zou komen, dat gelijkwaardig is aan de Galaxy Note Edge. Samsung onthulde de S6 en S6 Edge op het Unpacked-evenement op het Mobile World Congress op 1 maart 2015 en werd uitgebracht op 10 april 2015 terwijl de S6 Edge plus op een andere Unpacked-evenement in New York op 13 augustus 2015 gepresenteerd werd.
De modellen van de Galaxy S6 zijn gemaakt met behulp van de feedback en de kritiek die Samsung heeft ontvangen op vorige modellen en om de meeste kopers aan te trekken. Op de persconferentie werd vooral het design, de camera en het draadloos opladen benadrukt. Een hoop van de mogelijkheden die er zijn bij de Galaxy S5 zijn weggehaald, zoals de waterbestendigheid en de USB 3.0-poort. De software van het apparaat is ook versimpeld; een vertegenwoordiger van Samsung stelde dat 40% van de functies in Touchwiz weggehaald of gestroomlijnd zijn in vergelijking met de S5. Bovendien is het bij de Galaxy S6 ook niet meer mogelijk als gebruiker de batterij te verwisselen.

## Specificaties

### Hardware en design

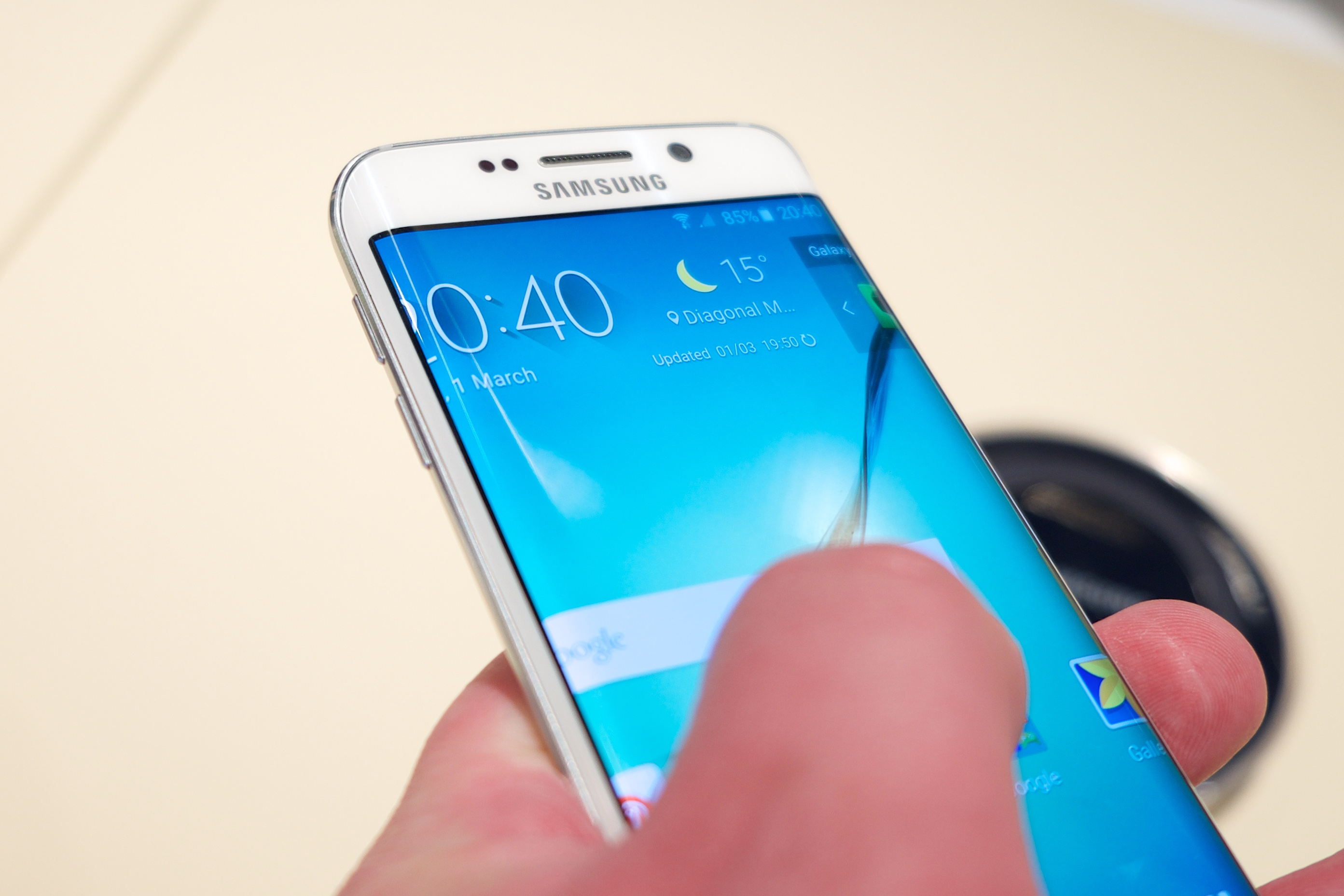
De Galaxy S6 Edge.

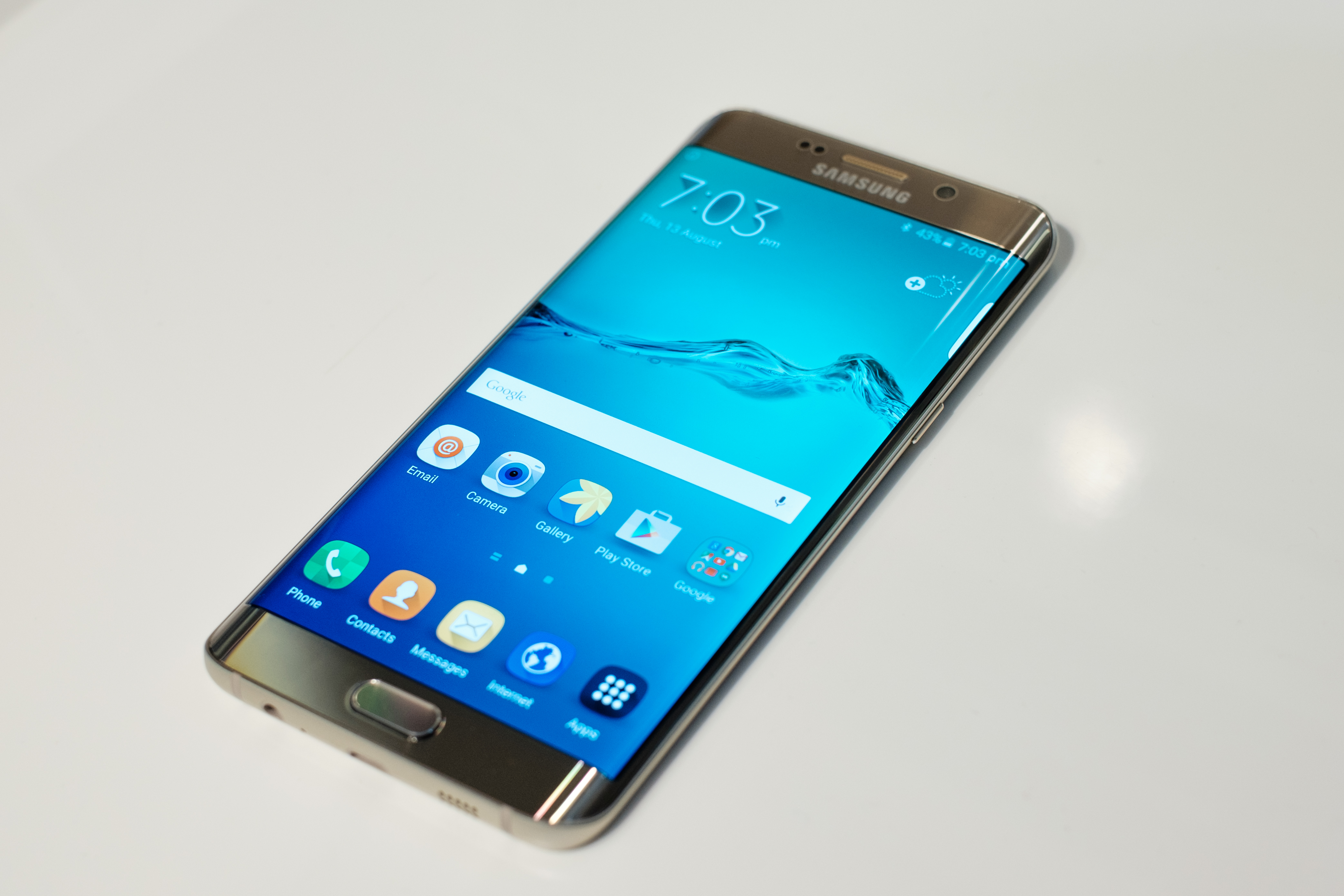
De Galaxy S6 Edge+.

De Galaxy S6-lijn behoudt nog wel gelijkenissen met de vorige modellen maar heeft nu een metalen unibody met een glazen achterkant, een gebogen bezel met afgeschuinde zijkanten voor betere grip, en de speakergrille is verplaatst naar de onderkant van het toestel. Het apparaat komt beschikbaar in de kleuren "White Pearl", "Black Sapphire", en "Gold Platinum". Naderhand komt de kleur "Cobalt Blue" nog beschikbaar voor de Galaxy S6 en "Emerald Green" komt beschikbaar voor de Galaxy S6 Edge.
Ondanks de verbeteringen heeft de S6 teruggangen in vergelijking met de S5; hij is niet langer waterdicht, hij heeft geen mogelijkheid meer voor een micro-SD-kaart, hij heeft een USB 2.0-poort en de batterij is niet verwijderbaar. Ze zijn alle aangestuurd door een 64-bit Exynos 7 Octa 7420-chipset, deze bestaan uit vier 2,1 GHz-Cortex-A57-kernen en vier 1,5 GHz-Cortex-A53 -kernen, gecombineerd met 3GB LPDDR4 RAM-werkgeheugen voor de S6 en S6 Edge, 4GB LPDDR4 RAM-werkgeheugen voor de S6 Edge+. De processor is de eerste van Samsung die een 14 nm FinFET-fabricageproces heeft, waar het bedrijf beweert dat deze energie-efficiënt is. Het toestel komt beschikbaar met 32, 64 of 128 GB opslagruimte, die niet uitbreidbaar is, voor het geheugen worden Universal Flash Storage 2.0-standaarden gebruikt. Beide toestellen hebben een 13 cm (5,1-inch) 1440p Super AMOLED-display, dit is gelijkwaardig aan dat van de Galaxy Note Edge.
Voor de camera aan de achterkant gebruikt de S6 dezelfde beeldsensor met optische beeldstabilisatie als de Galaxy Note 4, maar de Galaxy S6 heeft een f/1.9-lensopening, bewegingsvolgende autofocus, HDR en het gebruiken van infraroodstraling van de hartslagsensor om de witbalans te kalibreren. Samsung beweert dat de upgrades aan de camera het mogelijk maken betere foto's te maken onder situaties met weinig licht. De camera aan de voorkant heeft 5 megapixel met dezelfde lensopening. De vingerafdrukscanner in de thuis-knop heeft nu een scanner die werkt door middel van aanraking in plaats van slepen, als je dubbelklikt op deze knop start de camera-app op. Beide modellen hebben een niet verwijderbare batterij; de Galaxy S6 heeft een 2550 MAh- terwijl de S6 Edge en S6 Edge+ een 2600 en 3000 MAh-batterij heeft respectievelijk. De Galaxy S6-lijn ondersteunt zowel de Qi en Power Matters Alliance-draadloze oplaadstandaarden.

### Software
Het apparaat wordt geleverd met Android 5.0 "Lollipop" met Samsungs TouchWiz-softwareschil. TouchWiz is gestroomlijnder op de S6 met een ververst design en een stuk minder meegeleverde apps. Op de S6 zijn verschillende Microsoft-apps meegeleverd, zoals OneDrive, OneNote en Skype. Op de S6 Edge kunnen gebruikers tot vijf contacten instellen voor snelle toegang tot hun gegevens op het gebogen deel van het scherm. De vijf contacten hebben allemaal een aparte kleur, zodat als de telefoon gaat je de kleur ziet van het contact dat je probeert te bellen. De hartslagsensor kan ook gebruikt worden om oproepen te weigeren en de afzender een snelle sms te sturen.
Galaxy ·
Galaxy 3 ·
Galaxy 5 ·
Ace 2 ·
Ace plus ·
Ace ·
Beam ·
Core ·
Express ·
Fit ·
Fame ·
Gio ·
Grand ·
Mega ·
Mini ·
Nexus ·
Note ·
Note 2 ·
Note 3 ·
Player ·
Pocket ·
Pocket 2 ·
Portal ·
Prevail ·
R ·
TxT ·
Spica
W ·
Xcover ·
Y ·
Y2

A-serie:
A3 ·
A5 ·
A6 ·	
A7 ·
A8 ·
A9 ·
A00 ·
A10 ·
A20 ·
A30 ·
A40 ·
A50 ·
A60 ·
A70 ·
A80 ·
A90

S-serie:
Galaxy S ·
S Plus ·
S Advance ·
S Duos ·
S II ·
S II Plus ·
S III ·
S III Mini ·
S4 ·
S4 Mini ·
S5 ·
S5 Mini ·
S5 Plus ·
S5 Neo · 
S6 ·
S7 ·
S8 ·
S9 ·
S10 ·
S20 ·
S21 ·
S22 ·
S23 ·
S24
- Gemeinsame Normdatei: 1073184501